# Северное машиностроительное предприятие
Акционерное общество «Производственное объединение Северное машиностроительное предприятие (Севмаш)» (исторические названия ОАО ПО «Севмаш», ПО «Севмашпредприятие», СМП) — российское машиностроительное предприятие оборонно-промышленного комплекса России, расположенное в городе Северодвинск (Архангельская область).
Предприятие подчинено Министерству промышленности и торговли Российской Федерации. Основным направлением деятельности является строительство атомных подводных кораблей, дизель-электрических подводных лодок, модернизация и ремонт крупных военных надводных и подводных кораблей, также предприятие развивает гражданское судостроение, реализует проекты по созданию российской морской техники и оборудования для нефтегазовой индустрии.
С 2022 года, из-за вторжения России на Украину, предприятие находится под международными санкциями Евросоюза, США и ряда других стран.

## Общие сведения
Предприятие расположено на территории более 300 гектаров и объединяет в своей структуре более 100 подразделений.
Предприятие располагает стапельными местами в крытых эллингах общей площадью более 100000 м². Возможности стапелей позволяют предприятию строить суда с шириной корпуса до 38 метров дедвейтом до 100 тысяч тонн, а различные плавучие технические сооружения и морские нефтедобывающие платформы достигают по длине и ширине 126 и высоты 100 метров. Вес конструкций достигает 85 тысяч тонн.
После модернизации оборудования годовой объём листового проката, который способно переработать предприятие, возрос с 45 до 80 тысяч тонн.
На предприятии трудится более 25 тысяч сотрудников.
Возможности Севмаша позволяют строить до 14 атомных подводных лодок одновременно. Цех № 50 (Эллинг № 1) имеет два дока 302×44 м с двумя стапельными линиями (2×4 АПЛ), цех № 55 (Эллинг № 2) имеет один док 373×78 м с тремя стапельными линиями (2×3 АПЛ).
С 1939 года на «Севмаше» построено 45 боевых надводных кораблей, 172 подводных лодок, из них 132 атомных подводных лодок и 40 неатомных подводных лодок.
С 1990 года предприятием построено более сотни военных и гражданских судов различного класса и назначения (подводные лодки, авианосец, буксиры, мини-балкеры, понтоны, баржи, рыборазводные заводы) для иностранных заказчиков, крупнотоннажные средства по добыче нефтегазовых ископаемых на шельфе Северного Ледовитого Океана для предприятий нефтегазового российского комплекса.
В 2014 году Севмаш создал образовательный центр «Школа инженера» на базе физико-математического лицея № 17 Северодвинска.

## Прежние названия
- Приказом народного комиссара оборонной промышленности СССР № 449 от 2 декабря 1938 года организовано Управление Директора строящегося завода № 402 — 2 Главного Управления.
- Приказом министра судостроительной промышленности СССР № 0353 от 9 сентября 1959 года завод № 402 преобразован в Северное машиностроительное предприятие.
- Приказом министра судостроительной промышленности СССР № 0298 от 26 июля 1985 года Северное машиностроительное предприятие преобразовано в Производственное объединение «Северное машиностроительное предприятие».
- Приказом Министерства экономики РФ № 245 от 23 июня 1998 года Производственное объединение «Северное машиностроительное предприятие» переименовано в Государственное унитарное предприятие «Производственное объединение „Северное машиностроительное предприятие“» (ГУП «ПО „Севмашпредприятие“»).
- Приказом Российского агентства по судостроению № 35 от 21 февраля 2001 года ГУП «ПО „Севмашпредприятие“» переименовано в Федеральное государственное унитарное предприятие «Производственное объединение „Северное машиностроительное предприятие“» (ФГУП «ПО „Севмаш“»).
- 1 июня 2008 года была произведена государственная регистрация с постановкой на налоговый учёт юридического лица "Открытое акционерное общество «Производственное объединение „Северное машиностроительное предприятие“» (ОАО «ПО „Севмаш“») с переходом прав и обязанностей реорганизованного юридического лица.[5]

## История
Судостроительная верфь основана по постановлению Совета Труда и Обороны при Совете Народных Комиссаров СССР от 31 мая 1936 года № ОК-137 для строительства и ремонта крупных военных кораблей различных классов.
Начальником строительства судостроительного завода и рабочего посёлка Судострой приказом наркома тяжёлой промышленности СССР Серго Орджоникидзе был назначен 29 мая 1936 года И. Т. Кирилкин, главным инженером проекта — А. А. Борисов.
Было начато крупное строительство завода и посёлка Судострой, получившего в 1938 году статус города Молотовск, а c 1957 года именующегося городом Северодвинск.
Корпуса завода были возведены вокруг Николо-Корельского монастыря, известного с 1419 года, деревянная стена монастыря была большей частью снесена, а его постройки сохранились на территории предприятия — в них разместились некоторые подразделения завода.
Официальной датой начала производственной деятельности предприятия считается 21 декабря 1939 года — день закладки на стапеле первого корабля, линкора С-102 «Советская Белоруссия» по проекту 23.
Боевым уставом Военно-Морских Сил РККА 1930 года (БУ-30) линейные корабли признавались главной ударной силой флота, а курс на индустриализацию открывал реальные перспективы их создания.
В октябре 1940 был отдан приказ приостановить строительство корабля «Советская Белоруссия», готового на 1 %, а основные усилия сосредоточить на линкоре «Советский Союз». Из-за начала войны строительство линкоров было прекращено (готовность линкора «Советский Союз» составила 19,44 %, а линкора «Советская Украина» — всего 7 %). По окончании войны недостроенные линкоры были разобраны.
Во время Великой Отечественной войны судостроительная верфь «Завод № 402» успешно выполняла ремонт и модернизацию боевых надводных кораблей, получивших «боевые ранения».
Уже в первую зимнюю навигацию на ремонт стали приходить повреждённые суда, включая пострадавшие от сжатия льдами.
Ремонтные работы и ускоренное развитие производства производились на заводе № 402 ускоренными темпами.
Ускоренное развитие завод № 402 получил в военные годы и по той причине, что волей военных обстоятельств и сталинских репрессий оказались на территории завода и ведущие инженеры многих судостроительных и судоремонтных предприятий страны. Они были привлечены к внедрению в производство смелых конструкторских и технологических решений. В их числе были М. С. Розенфланц и А. Ф. Эппель — бывшие главный инженер и заместитель начальника цеха Балтийского завода, В. Л. Бродский — бывший главный строитель крейсера «Киров», А. С. Точинский — бывший главный инженер треста «Югосталь», К. Э. Кольбе, П. А. Альбов — бывшие главные инженеры Севастопольского завода, Таганрогского порта и Харьковского тракторного завода, А. М. Спирин — бывший начальник докового хозяйства Николаевского завода, Н. В. Гавриленко — бывший начальник конструкторского бюро того же предприятия, В. В. Разумов — один из организаторов ГИРД.
Всю войну предприятие строило «морские охотники» — сравнительно небольшие корабли для борьбы с подводными лодками противника и несения дозорной службы, а также ускоренными темпами осуществляло достройку и подготовку к переходу на свою базу в Полярный подводных лодок серии «Малютка» М-119, М-121, М-122. Своим ходом в Молотовск прибыли и С-14, С-103 и С-104, а также несколько «малюток», которые после достройки успешно ушли на базу в Полярный.
С 1943 года судостроительная верфь «Завод № 402» приступила к изготовлению и поставке для ВМФ СССР новых боевых кораблей: больших морских охотников, эскадренных миноносцев, лёгких крейсеров.
С 1943 по 1955 годы на судостроительной верфи «Завод № 402» было построено 45 новых боевых надводных кораблей.

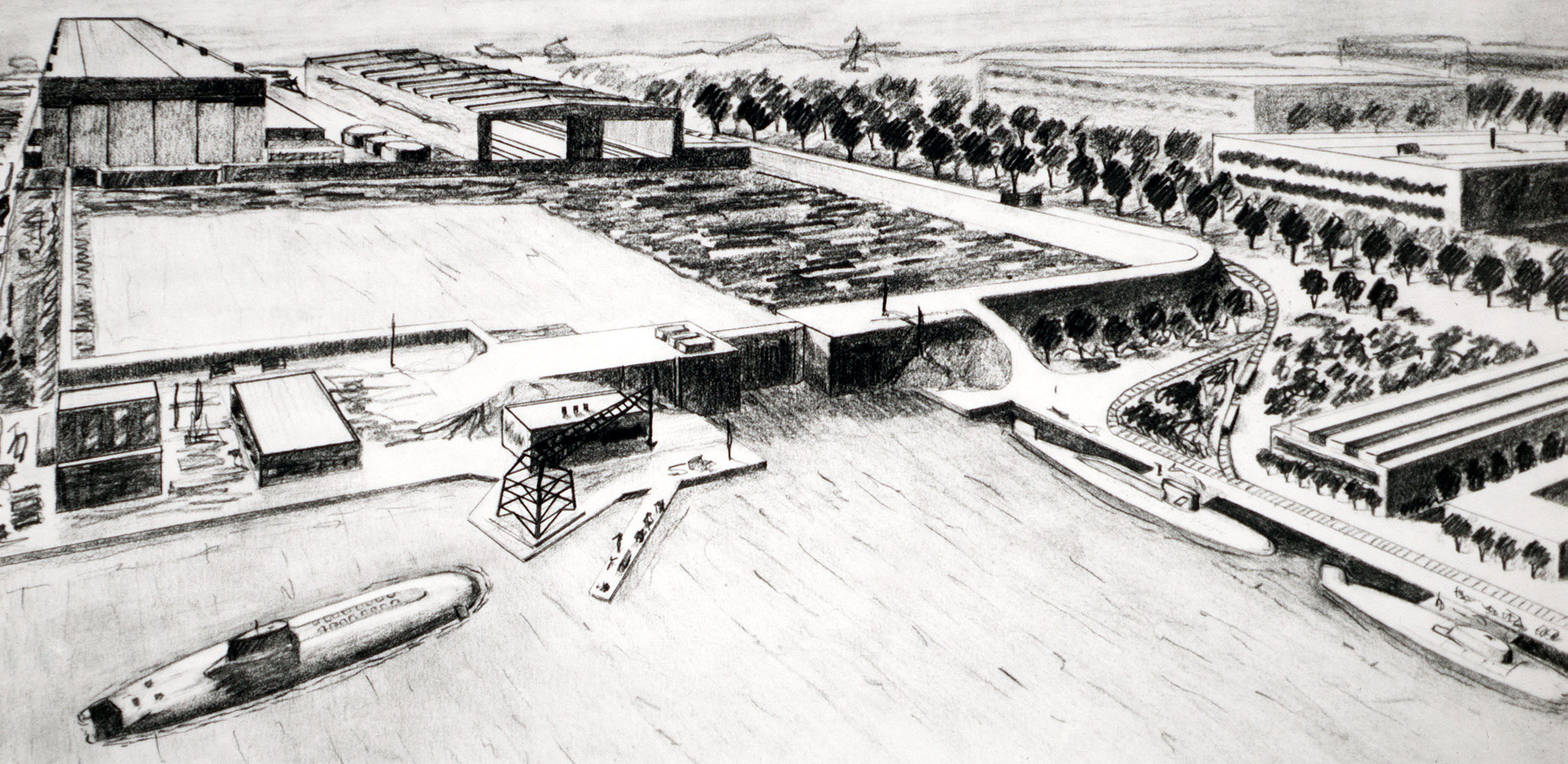
Акватория и цеха «Севмаша» с достраивающимися атомными подводными лодками, рисунок из журнала Soviet Military Power, 1984 год

Решение о создании в Северодвинске (Молотовске) первой в СССР подводной лодки с ядерной двигательной установкой принимал лично Председатель правительства СССР И. В. Сталин. Для строительства атомных подводных лодок был построен цех № 42, изначально проектировавшийся для изготовления башенных артиллерийских установок надводных кораблей. Цех № 42 стал местом строительства первых советских атомных подводных лодок — под руководством директора Е. П. Егорова в 1955—1964 годах были построены К-3 «Ленинский комсомол» и серия АПЛ проекта 627А. Параллельно в цеху № 50 в 1958—1962 годах были построены первые советские стратегические АПЛ — К-19 и остальные корабли проекта 658. Цех № 42 стал местом освоения работы с титаном и строительства первой в мире титановой АПЛ — К-222 проекта 661 «Анчар». Цех получил установку «Атмосфера-2» — камеру объёмом 300 м³ для проведения сварки в среде аргона — самую большую в стране. В 1967—1975 годах в нём же были построены три титановые подводные лодки проекта 705К «Лира».
За 1952—1972 годы Севмашпредприятие, или, как завод называли на Западе «фирма Егорова», стал крупнейшим в СССР и мире центром атомного подводного судостроения. В 1960—1990 годах велись строительство и сдача заказчику серий атомных подводных лодок второго поколения проектов 667А, 667АУ, 667Б, 667БД, 667БДР, 667БДРМ, 705К и многих других кораблей и подводных лодок.
В 1970—1980 годах предприятие построило подводные лодки проекта 941 «Акула» («Тайфун») третьего поколения, которые за свои размеры были занесена в книгу рекордов Гиннесса. Специально для их строительства был возведён огромный цех № 55.
В России, в соответствии с Федеральной целевой программой «Энергоэффективная экономика» на 2002—2005 годы и на перспективу до 2010 года, был проведён закрытый тендер на создание Плавучей атомной электростанции (ПАЭС) малой мощности. 19 мая 2006 года победителем тендера было объявлено предприятие «Севмаш».
В 2008 году из-за переноса срока сдачи, заказ на Плавучую атомную электростанцию был передан с «Севмаша» на Балтийский завод.
В феврале 2008 года компания Odfjell (Норвегия) заявила о расторжении контракта с «Севмашем» на строительство 12 танкеров-химовозов стоимостью 544 млн долларов США, заключённого в 2004 году. По словам норвежской стороны, причиной разрыва стали серьёзные задержки сроков поставки судов и требования «Севмаша» об увеличении суммы контракта. В начале января 2010 года Стокгольмским арбитражным судом было принято решение о взыскании с «Севмаша» 43,76 млн долларов США в качестве компенсации за срыв контракта на поставку химических танкеров норвежской компании.

## Управляющие
- Руководители ПО «Севмашпредприятие»

|    | Срок                    | Руководитель предприятия          | Примечание                                                                 |
| -- | ----------------------- | --------------------------------- | -------------------------------------------------------------------------- |
| *  |                         | Зильберман, Виктор Львович        | ВрИО директора, назначенный для приёмки цехов в эксплуатацию.              |
| 1  | 02.1939 — 03.1941       | Красильников, Кондратий Семенович | Освобождён от занимаемой должности в связи с переводом на другую работу.   |
| 2  | 03.1941 — 10.1942       | Задорожный, Самуил Никитович      | Освобождён от занимаемой должности в связи с переводом на другую работу.   |
| 3  | 10.1942 — 09.1949       | Боголюбов, Сергей Александрович   | Репрессирован. Полностью реабилитирован в 1954 году.                       |
| 4  | 09.1949 — 02.1952       | Волик, Георгий Кононович          | Освобождён от занимаемой должности в связи с переводом на другую работу.   |
| 5  | 02.1952 — 02.1972       | Егоров, Евгений Павлович          | Освобождён от занимаемой должности в связи с переводом на другую работу.   |
| 6  | 02.1972 — 04.1986       | Просянкин, Григорий Лазаревич     | Ушёл на пенсию.                                                            |
| 7  | 04.1986 — 05.1988       | Макаренко, Анатолий Иннокентьевич | Освобождён от занимаемой должности в связи с переводом на другую работу.   |
| 8  | 05.1988 — 03.2004       | Пашаев, Давид Гусейнович          | С 2005 по 2008 год член Общественной палаты при Президенте РФ.             |
| 9  | 03.2004 — 08.2007       | Пастухов, Владимир Павлович       | Освобождён от занимаемой должности.                                        |
| 10 | 07.08.2007 — 01.07.2011 | Калистратов, Николай Яковлевич    | Освобождён от занимаемой должности по личному заявлению.                   |
| 11 | 04.07.2011 — июль 2012  | Дьячков, Андрей Аркадьевич        | Назначен на должность президента Объединённой судостроительной корпорации. |
| 12 | 26.10.2012 — н.в.       | Будниченко, Михаил Анатольевич    |                                                                            |

- Главные инженеры атомного подводного судостроения ПО «Севмашпредприятие»

|   | Срок      | Главный инженер предприятия       | Примечание |
| - | --------- | --------------------------------- | --- |
|   | 1947—1949 | Волик, Георгий Кононович          | Освобождён от занимаемой должности в связи с назначением директором завода. |
|   | 1950—1952 | Вашанцев, Валентин Иванович       | Освобождён от занимаемой должности в связи с переводом на другую работу. |
|   | 1952—1958 | Дубовиченко, Владимир Иванович    | Освобождён от занимаемой должности в связи с переводом на другую работу. |
|   | 1958—1962 | Вашанцев, Валентин Иванович       | Освобождён от занимаемой должности в связи с переводом на другую работу. |
|   | 1962—1974 | Савченко, Иван Михайлович         | Был назначен Главным инженером — заместителем директора Севмашпредприятия. На этом сложнейшем посту И. М. Савченко руководил развитием производственной и технологической инфраструктуры завода, необходимой для строительства новейших атомных подводных лодок и систем вооружения. Освобождён от занимаемой должности в связи с переводом на другую работу. |
|   | 1974—1986 | Макаренко, Анатолий Иннокентьевич | Назначен Главным инженером — заместителем директора Севмашпредприятия. Продолжил развитие производственной и технологической инфраструктуры завода, необходимой для строительства атомных подводных лодок II и III поколения. Освобождён от занимаемой должности в связи с назначением директором Севмашпредприятия.                                          |
|   | 1986—1997 | Шушарин, Фёдор Николаевич         | Назначен Главным инженером — заместителем директора Севмашпредприятия. Активно развивал и совершенствовал структуры подготовки производства, предприня огромные и успешные усилия по сохранению кадрового и технологического потенциала предприятия. Освобождён от занимаемой должности в связи с переходом на преподавательскую работу.                      |
|   | 1997—2008 | Кондрашёв, Юрий Всеволодович      | Назначен Главным инженером — заместителем директора Севмашпредприятия. На этом сложнейшем посту продолжителем руководства и развития производственной и технологической инфраструктуры завода, необходимой для строительства новейших атомных подводных лодок и систем вооружения. Освобождён от занимаемой должности в связи со смертью.                     |
| - |           |                                   | |

## Совет директоров
|   | Срок                    | Председатель Совета директоров | Примечание                                                                 |
| - | ----------------------- | ------------------------------ | -------------------------------------------------------------------------- |
| 1 | 07.08.2007 — 01.07.2011 | Калистратов, Николай Яковлевич | Освобождён от занимаемой должности по личному заявлению.                   |
| 2 | 04.07.2011 — июль 2012  | Дьячков, Андрей Аркадьевич     | Назначен на должность президента Объединённой судостроительной корпорации. |
| 3 | 26.10.2012 — н.в.       | Будниченко, Михаил Анатольевич |                                                                            |

Главная функция Совета директоров — оперативное управление активами предприятия, реорганизованного и преобразованного 1 июня 2008 года в Открытое акционерное общество Российской Федерации и была произведена государственная регистрация с постановкой на налоговый учёт юридического лица "Открытое акционерное общество «Производственное объединение „Северное машиностроительное предприятие“» (ОАО «ПО „Севмаш“») с переходом прав и обязанностей реорганизованного юридического лица.
2 июля 2015 года на Севмаше состоялось очередное общее собрание акционеров предприятия, на котором был избран новый состав Совета директоров верфи.

## Основные направления деятельности
- производство военной техники
- производство морской техники и гражданское судостроение
- военно-техническое сотрудничество
- изготовление продукции машиностроения
- гарантийный ремонт, модернизация АПЛ и надводных кораблей, утилизация атомных подводных лодок.

На предприятии осуществляется
- проектирование, изготовление и испытания изделий судового машиностроения, оборудования для добычи, транспортировки и переработки нефти и газа, технологических, жилых и прочих модулей для обустройства наземных месторождений и модулей верхних строений для морских платформ;
- изготовление сварных металлоконструкций для нефтяной, газовой и химической промышленности, в том числе из титановых сплавов; оборудования для строительной индустрии, лесной и лесоперерабатывающей промышленности;
- производство стального и цветного литья, в том числе титанового; ковка, штамповка, химико-термическая обработка;
- гальванические, лакокрасочные и полимерные покрытия; изоляционные работы;
- изготовление точных пресс-форм и пресс-форм для цветного литья, резинотехнических деталей и изделий из стеклопластика и других полимерных материалов;
- производство товаров массового спроса (мебель, посуда из металла и хрусталя, сантехническое и газовое оборудование, изделия из пластмасс, дерева и металла);
- изготовление режущего и измерительного инструмента, технологической и испытательной оснастки; высококачественного хирургического и стоматологического медицинского инструмента и др.

### Военное кораблестроение
Всего на заводе «Севмаш» с момента его основания построено 45 боевых надводных кораблей (23 морских охотника, 20 эсминцев и 2 лёгких крейсера), 35 дизель-электрических и 128 атомных подводных лодок с баллистическими ракетами подводных лодок (38 первого поколения, 63 — второго и 27 — третьего). В их число входят первая советская АПЛ К-3 «Ленинский комсомол» (проект 627 «Кит»), а также АПЛ К-162 (проект 661 «Анчар»), установившая рекорд скорости для подводных лодок, не превзойдённый до сих пор.
На данный момент на предприятии строятся российские атомные подводные ракетоносцы четвертого поколения по проекту 885 «Ясень» и стратегические подводные ракетоносцы проекта 955 «Борей».
23 апреля 2019 года на воду была спущена первая АПЛ носитель подводных беспилотников «Посейдон» — К-329 «Белгород».
| Перечень боевых кораблей, построенных на «Севмаше» (год спуска на воду) | Перечень боевых кораблей, построенных на «Севмаше» (год спуска на воду) | Перечень боевых кораблей, построенных на «Севмаше» (год спуска на воду) |
| ----------------------------------------------------------------------- | ----------------------------------------------------------------------- | --- |
| Большие морские охотники                                                | 122А (список)                                                           | 1943: «Штурман» · «Рулевой» 1944: «Механик» · «Машинист» · «Моторист» · «Турбинист» · «Электрик» · «Трюмный» 1945: «Инженер» · «Кочегар» · «Лётчик» · «Пилот» · «Техник» · «Стрелок» 1946: «Химик» · «Строевой» · БО-147 · БО-148 · БО-149 1947: БО-150 · БО-151 · БО-152 · БО-153                   |
| Эскадренные миноносцы                                                   | 30 / 30-К                                                               | 1944: «Осмотрительный» 1947: «Охотник» («Сталин») |
| Эскадренные миноносцы                                                   | 30-бис                                                                  | 1949: «Огненный» · «Отчетливый» 1950: «Острый» · «Ответственный» · «Отменный» · «Отрывистый» · «Отражающий» 1951: «Отрадный» · «Озаренный» · «Оберегающий» · «Охраняющий» · «Осторожный» · «Окрылённый» · «Отзывчивый» · «Отчаянный» 1952: «Опасный» · «Оживленный» · «Ожесточенный»                 |
| Лёгкие крейсеры                                                         | 68-бис                                                                  | 1954: «Молотовск» («Октябрьская революция») 1955: «Мурманск» |
| Дизель-электрические подводные лодки (ДЭПЛ)                             | 611                                                                     | 1955: Б-70 · Б-72 1956: Б-71 · Б-74 · Б-75 · Б-76 · Б-77 1957: Б-73 «Лира» · Б-78 «Мурманский комсомолец» · Б-79 · Б-80 · Б-81 · Б-82 · Б-88 · Б-89 · Б-90 · Б-91 |
| Дизель-электрические подводные лодки (ДЭПЛ)                             | 629                                                                     | 1958: Б-92 1959: Б-40 · Б-41 · Б-42 · Б-121 1960: Б-125 · Б-45 · К-61 · Б-156 · Б-149 1961: Б-95 · Б-48 · К-93 · К-110 · К-153 · К-142 |
| Дизель-электрические подводные лодки (ДЭПЛ)                             | 636 «Варшавянка»                                                        | 2005: 374 Yuan Zhend 74 Hao · 375 Yuan Zhend 75 Hao |
| Атомные подводные лодки (АПЛ) I поколения                               | 627 «Кит»                                                               | 1957: К-3 «Ленинский комсомол» 1958: К-5 1959: К-14 · К-8 1960: К-52 1961: К-21 1962: К-11 · К-133 1963: К-115 · К-181 · К-159 · К-42 «Ростовский комсомолец» · К-50 |
| Атомные подводные лодки (АПЛ) I поколения                               | 658                                                                     | 1959: К-19 (КС-19) 1960: К-33 (К-54) · К-55 1961: К-40 · К-16 1962: К-145 · К-149 «Украинский комсомолец» · К-178 |
| Атомные подводные лодки (АПЛ) I поколения                               | 645                                                                     | 1962: К-27 |
| Атомные подводные лодки (АПЛ) I поколения                               | 675                                                                     | 1962: К-166 1963: К-104 · К-170 · К-172 1964: К-47 · К-1 · К-28 · К-74 · К-22 «Красногвардеец» 1965: К-35 · К-90 · К-116 · К-125 · К-128 1966: К-131 · К-135 |
| Атомные подводные лодки (АПЛ) II поколения                              | 667А «Навага»                                                           | 1966: К-137 1967: К-140 · К-26 1968: К-32 · К-216 · К-207 · К-210 1969: К-249 · К-253 · К-395 · К-408 1970: К-411 «Оренбург» · К-418 · К-420 · К-423 · К-426 · К-415 1971: К-403 «Казань» · К-245 · К-214 · К-219 1972: К-228 · К-241 · К-244                                                        |
| Атомные подводные лодки (АПЛ) II поколения                              | 661 «Анчар»                                                             | 1968: К-162 (К-222) |
| Атомные подводные лодки (АПЛ) II поколения                              | 667Б «Мурена»                                                           | 1971: К-279 1972: К-447 «Кисловодск» 1973: К-450 · К-385 · К-457 · К-465 1974: К-460 · К-472 · К-475 · К-171 |
| Атомные подводные лодки (АПЛ) II поколения                              | 667БД «Мурена-М»                                                        | 1975: К-182 «60 лет Великого Октября» · К-92 · К-193 · К-421 |
| Атомные подводные лодки (АПЛ) II поколения                              | 667БДР «Кальмар»                                                        | 1976: К-424 · К-441 · К-449 · К-455 1977: К-490 · К-487 · К-496 «Борисоглебск» 1978: К-506 «Зеленоград» 1979: К-211 «Петропавловск-Камчатский» · К-223 «Подольск» 1980: К-180 · К-433 «Святой Георгий Победоносец» 1981: К-129 «Оренбург» 1982: К-44 «Рязань»                                        |
| Атомные подводные лодки (АПЛ) II поколения                              | 705К «Лира»                                                             | 1976: К-123 1977: К-423 1980: К-493 |
| Атомные подводные лодки (АПЛ) II поколения                              | 667БДРМ «Дельфин»                                                       | 1984: К-51 «Верхотурье» · К-84 «Екатеринбург» · К-64 (БС-64) 1987: К-114 «Тула» 1988: К-117 «Брянск» 1989: К-18 «Карелия» 1990: К-407 «Новомосковск» |
| Атомные подводные лодки (АПЛ) III поколения                             | 949 «Гранит»                                                            | 1980: К-525 «Архангельск» 1982: К-206 «Минский комсомолец» («Мурманск») |
| Атомные подводные лодки (АПЛ) III поколения                             | 949А «Антей»                                                            | 1985: К-148 «Краснодар» 1986: К-173 «Красноярск» 1987: К-132 «Иркутск» 1988: К-119 «Воронеж» 1990: К-410 «Смоленск» · К-442 «Челябинск» 1991: К-456 «Тверь» («Вилючинск») 1992: К-226 «Орел» («Северодвинск») 1993: К-186 «Омск» 1994: К-141 «Курск» 1996: К-150 «Томск»                             |
| Атомные подводные лодки (АПЛ) III поколения                             | 941 «Акула»                                                             | 1979: ТК-208 «Дмитрий Донской» 1982: ТК-202 1983: ТК-12 «Симбирск» 1985: ТК-13 1986: ТК-17 «Архангельск» 1989: ТК-20 «Северсталь» |
| Атомные подводные лодки (АПЛ) III поколения                             | 685 «Плавник»                                                           | 1983: К-278 «Комсомолец» |
| Атомные подводные лодки (АПЛ) III поколения                             | 971 «Щука-Б»                                                            | 1989: К-480 «Ак Барс» 1990: К-317 «Пантера» 1991: К-461 «Волк» 1992: К-328 «Леопард» 1993: К-154 «Тигр» 1994: К-157 «Вепрь» 1999: К-335 «Гепард» |
| Атомные подводные лодки (АПЛ) IV поколения                              | 955 «Борей»                                                             | 2008: К-535 «Юрий Долгорукий» 2010: К-550 «Александр Невский» 2013: К-551 «Владимир Мономах» 2017: К-549 «Князь Владимир» 2021: К-552 «Князь Олег» 2022: К-553 «Генералиссимус Суворов», К-554 «Император Александр III» 2024: К-555 «Князь Пожарский» строятся: «Дмитрий Донской», «Князь Потёмкин» |
| Атомные подводные лодки (АПЛ) IV поколения                              | 885 «Ясень»                                                             | 2010: К-560 «Северодвинск» 2017: К-561 «Казань» 2021: К-573 «Новосибирск» 2023: К-571 «Красноярск» строятся: К-564 «Архангельск» · «Пермь» · «Ульяновск» |

Современное военное кораблестроение на предприятии по линии крупных надводных кораблей
- Авианосец Викрамадитья (авианосец) (заказ Индии)
- Крейсер Адмирал Нахимов (атомный крейсер) (заказ ВМФ РФ)

### Производство морской техники
Предприятие является крупным поставщиком оборудования для нефтегазовых промышленности. Так в период с 2002 по 2005 год на территории предприятия производилось строительство четырёх суперблоков нижней (кессонной) части уникальной морской ледостойкой стационарной платформы (МЛСП) «Приразломная», предназначенной для разработки одноимённого месторождения в Печорском море. В 2006 году нижняя часть платформы была состыкована с готовой верхней частью, демонтированной со списанной платформы «Хаттон» (англ. Hutton). В 2010 году завершился этап заводского изготовления платформы, после чего она была отбуксирована на 35-й судоремонтный завод в Мурманск.

### Гражданское кораблестроение
Контракт на строительство первой суперъяхты проекта А133 был подписан в декабре 2004 года. Заказчиком выступило ООО «СК Балтика» (Москва), представляющее интересы фирмы Julesburg Corp., а проект был разработан ООО «Агат Дизайн Бюро» (Санкт-Петербург). Торжественная закладка состоялась 27 мая 2005 года в цехе № 18. 8 октября 2010 года корпус суперъяхты под названием Graceful (рус. «Грациозный(-ая)») был спущен на воду (в некоторых СМИ этот корпус ошибочно назвали уже вторым, построенным на заводе), после чего отправлен на буксире на достройку в Германию. 1 ноября во время буксировки корпус яхты оторвался от польского буксира и был выброшен на скалы на севере Норвегии (местечко Стё, дистрикт Вестеролен).
В процессе постройки первой яхты проект А133 претерпел изменения и получил шифр А1331, под которым 30 мая 2006 года была заложена вторая суперъяхта. При этом контракт на строительство корпуса второго судна был подписан в день закладки первого — 27 мая 2005 года. Модифицированный проект отличается в частности увеличенной длиной корпуса, дальностью плавания и наличием вертолётной площадки.

## Санкции
В 2022 году, на фоне вторжения России на Украину, предприятие внесено в санкционный список стран Евросоюза отмечая что часть кораблей построенных заводами холдинга «строилась на верфях, расположенных на территории незаконно аннексированного Крыма и Севастополя, что способствовало милитаризации Крымского полуострова»
7 апреля 2022 года предприятие попало под санкции США так как «разрабатывает и строит большинство российских военных кораблей, включая и те, которые используются для обстрела городов Украины и причинения вреда гражданскому населению Украины».
2 августа 2022 года предприятие включено в санкционный список Канады против «причастных к бессмысленному кровопролитию, совершенному президентом России Владимиром Путиным, включая ужасающие события в Буче».
Также, по аналогичным основаниям, холдинг включен в санкционные списки Швейцарии, Австралии, Японии, Украины и Новой Зеландии.

## Награды
Ордена СССР
- Орден Ленина (Указ Президиума Верховного Совета СССР от 23 июля 1959 года).
- Орден Трудового Красного Знамени (Указ Президиума Верховного Совета СССР от 28 апреля 1963 года).
- Орден Октябрьской Революции (Указ Президиума Верховного Совета СССР от 18 января 1971 года).
- Орден Ленина (Указ Президиума Верховного Совета СССР от 24 февраля 1976 года).
- Орден Ленина (Указ Президиума Верховного Совета СССР от 2 февраля 1984 года).

Награды Российской Федерации
- Почётный знак Российской Федерации «За успехи в труде» (1 мая 2024 года) — за большой вклад в развитие отечественной промышленности и достигнутые высокие показатели в производственной деятельности[28].

Юбилейный почётный знак
- Юбилейный почётный знак в ознаменование 50-летия образования Союза ССР

Памятные Распоряжения и Благодарности президента Российской Федерации
- Распоряжение Президента РФ от 16 сентября 1999 года № 345-рп;
- Распоряжение Президента РФ от 18 марта 2006 года № 119-рп.

Государственные указы и распоряжения о поощрении работников предприятия
- Указ Президента Российской Федерации от 21 октября 1993 г. № 1702
- Указ Президента Российской Федерации от 25 сентября 1999 г. № 1262
- Указ Президента Российской Федерации от 31 мая 2004 г. № 709
- Указ Президента Российской Федерации от 23 декабря 2004 г. № 1582
- Указ Президента Российской Федерации от 26 июля 2006 г. № 786
- Указ Президента Российской Федерации от 23 ноября 2009 г. № 1339
- Распоряжение Председателя правительства РФ от 29 ноября 2019 г. о присуждении премий Правительства РФ в области науки и техники.

Региональные награды
- Знак «За заслуги перед Архангельской областью» (2019)[29].

## Известные сотрудники
- Иванов, Алексей Михайлович — Герой Труда Российской Федерации.
- Чаплинский, Владимир Александрович — известный боксёр, инженер, лауреат Государственной премии Российской Федерации.
- Чесноков, Николай Фёдорович — Герой Советского Союза.
- Будниченко, Михаил Анатольевич — Герой Труда Российской Федерации.

## Фотогалерея

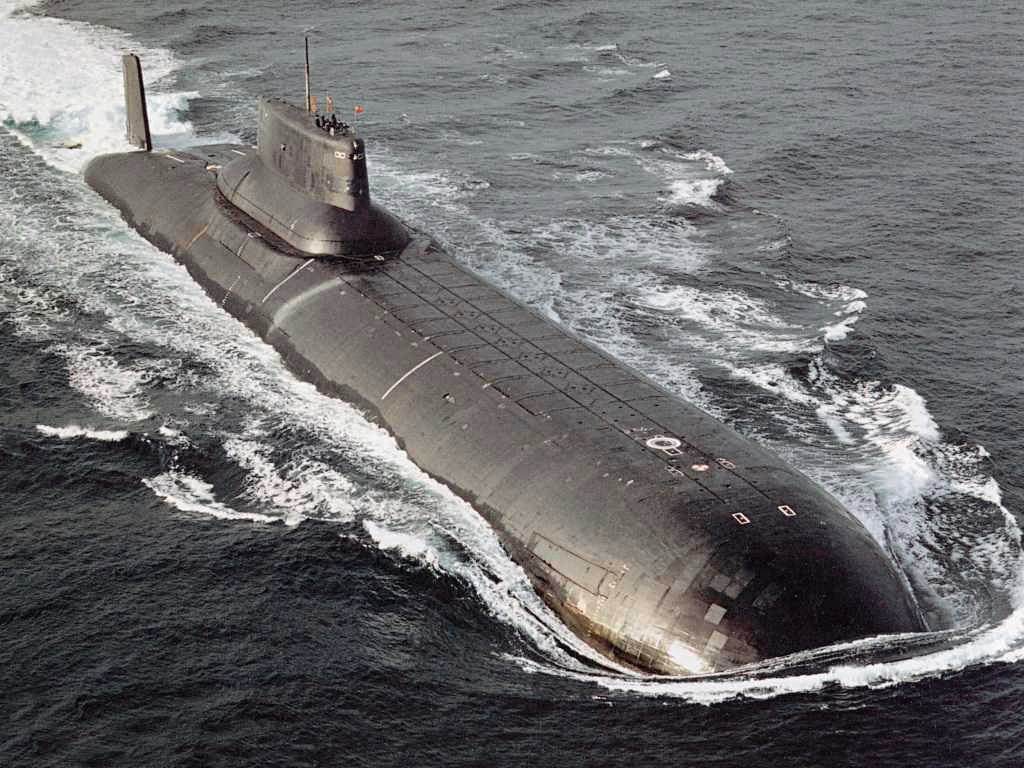
Подводная лодка проекта 941 «Акула» (по классификации НАТО — «Typhoon» SSBN) — самая большая в мире атомная подводная лодка.
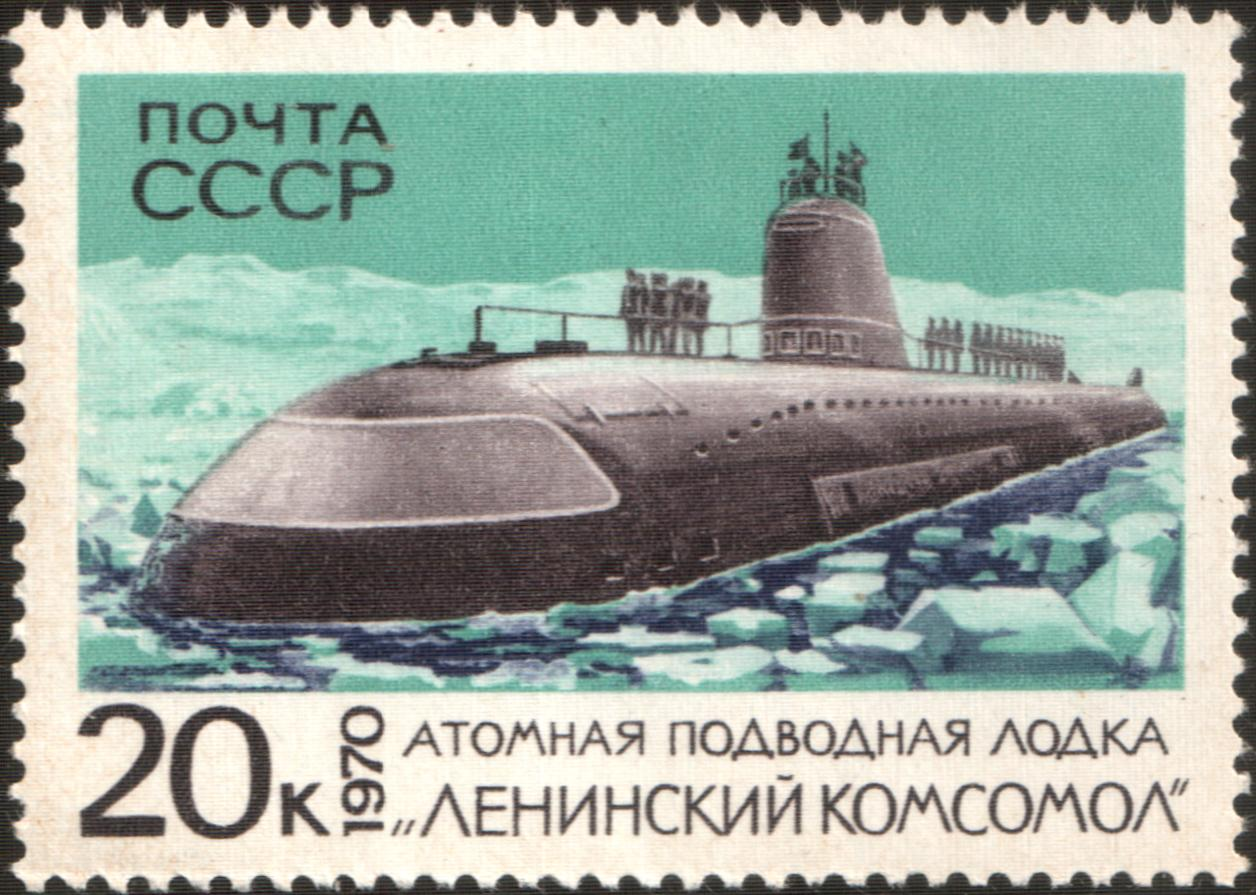
Почтовая марка с изображением первой советской атомной подводной лодки — К-3 «Ленинский комсомол» (проект 627 «Кит»).
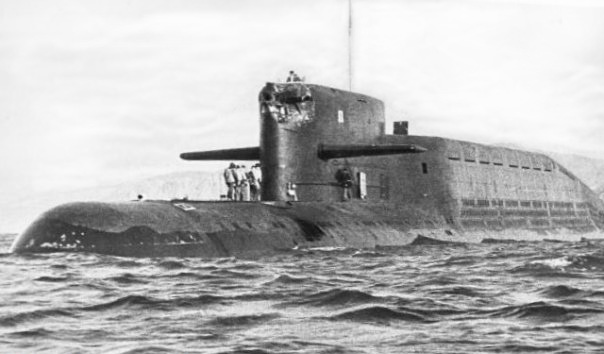
АПЛ К-433 (проект 667БДР «Кальмар») в бухте Провидения после форсирования Чукотского моря жёлобом Геральда. Рубка повреждена в результате удара о лёд при всплытии.
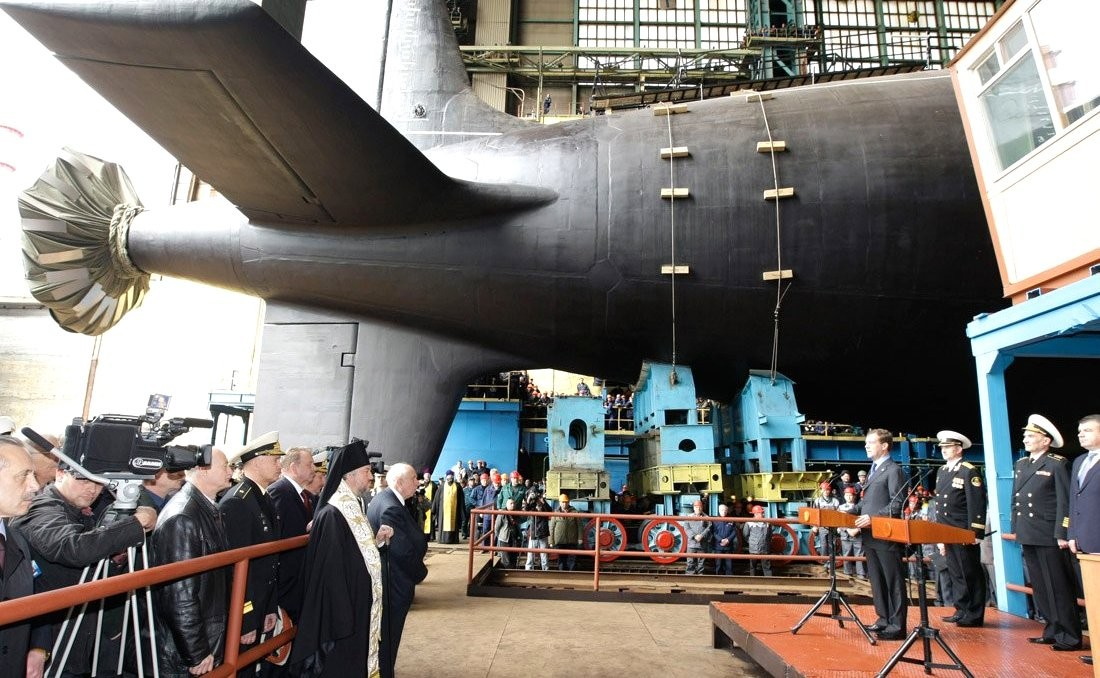
Торжественный спуск атомного подводного многоцелевого крейсера «Северодвинск» на воду.
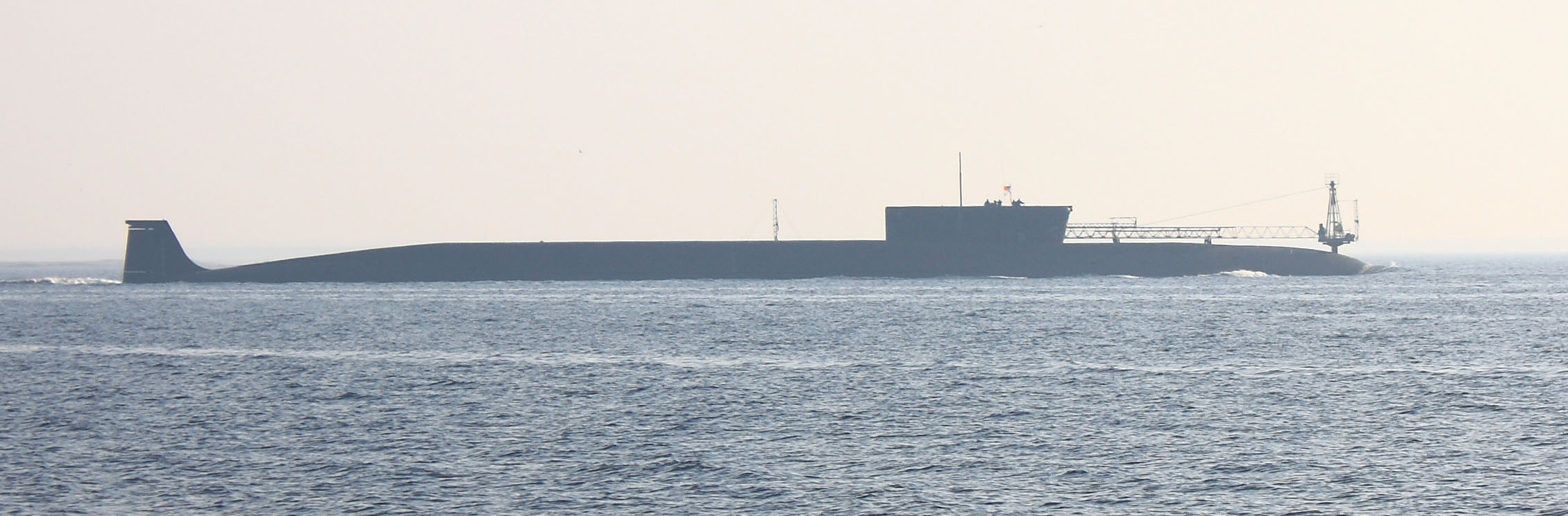
Атомный подводный ракетный крейсер 4-го поколения «Юрий Долгорукий» на испытаниях.
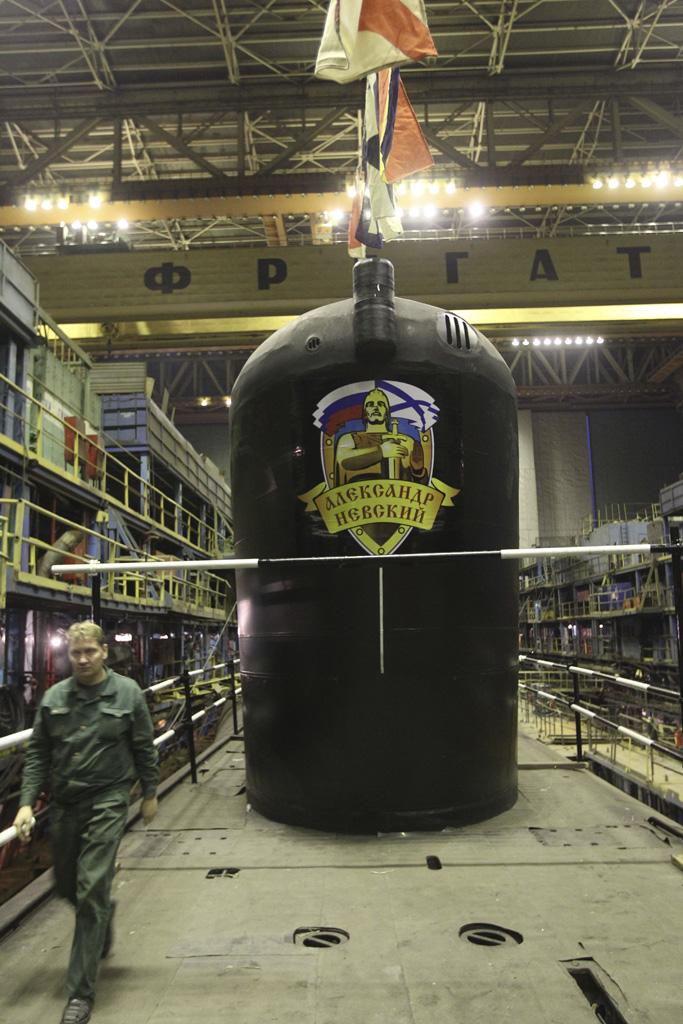
Атомный подводный ракетный крейсер 4-го поколения (АПЛ) "Александр Невский" накануне вывода из цеха.
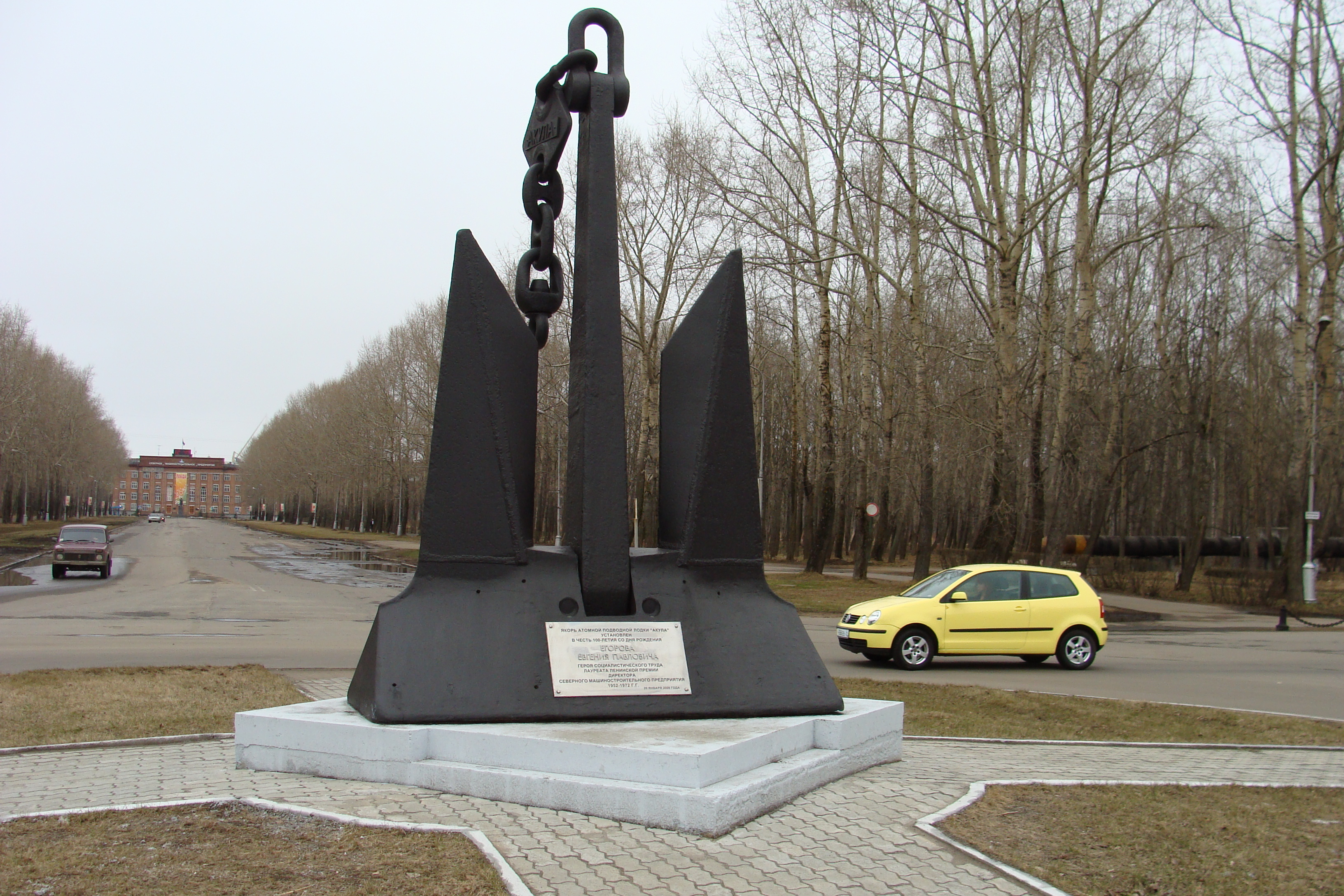
Якорь атомной подводной лодки
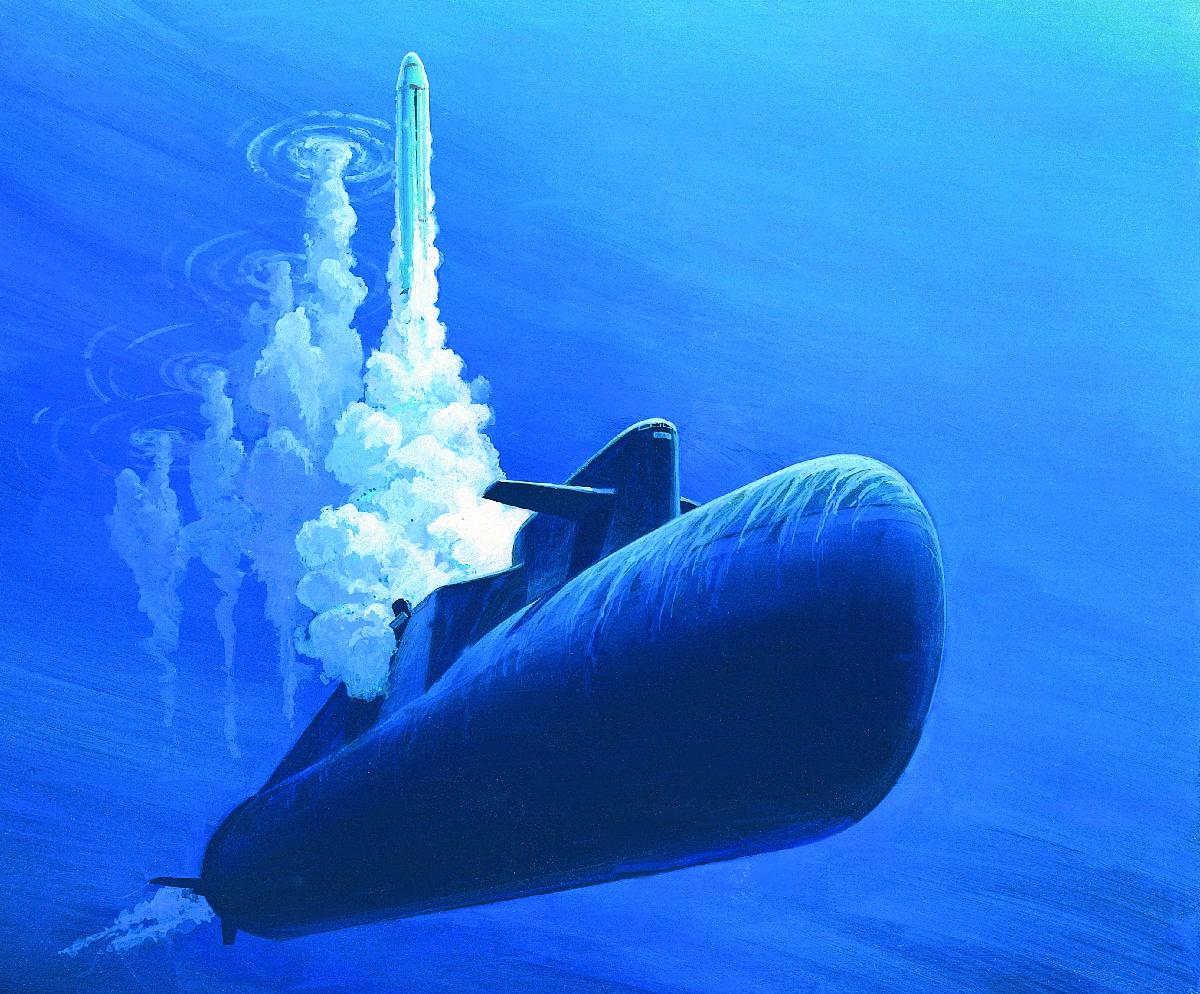
Подводные лодки проекта 667БДРМ «Кальмар». Операция «Бегемот» — Залповый выстрел всеми 16 баллистическими ядерными ракетами по намеченной цели.
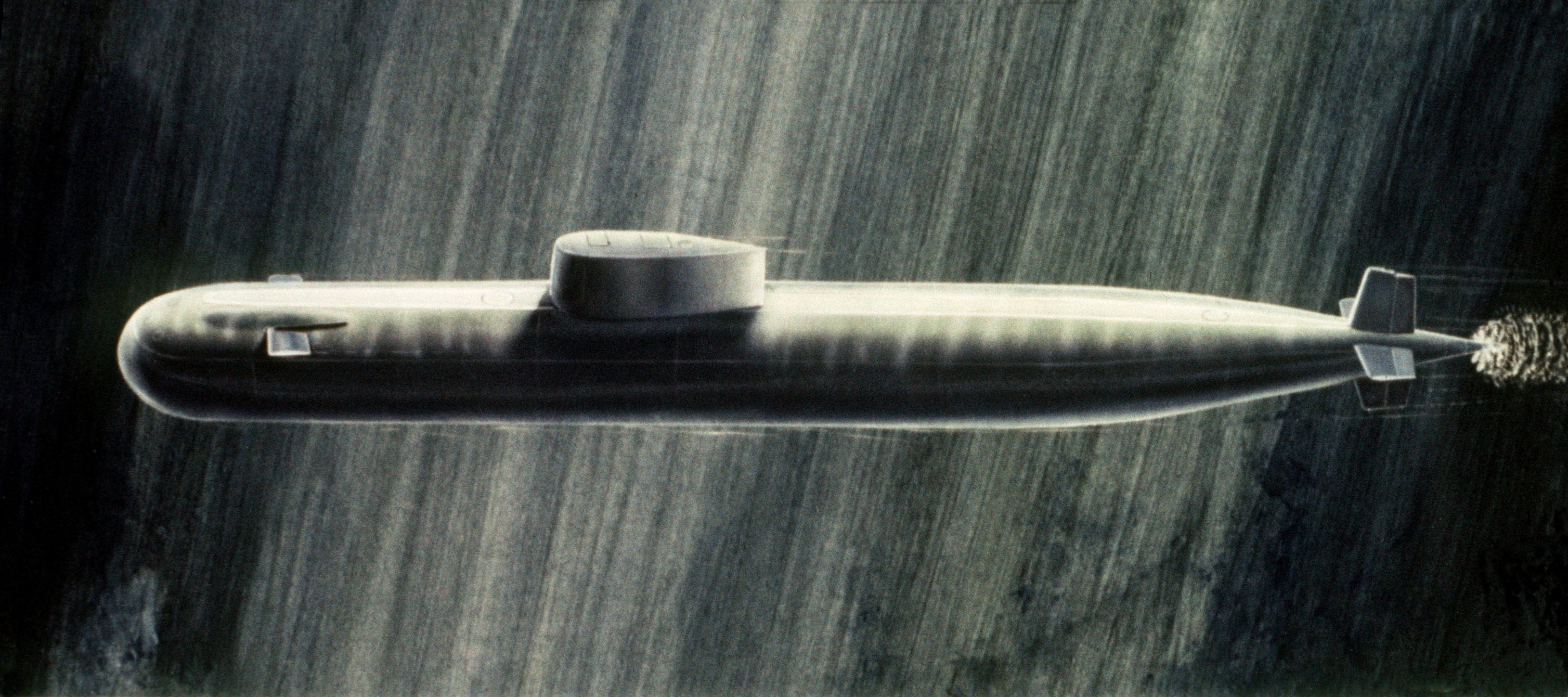
Титановая АПЛ «Комсомолец» в представлении американского художника. Иллюстрация из журнала «Soviet Military Power», 1984 год
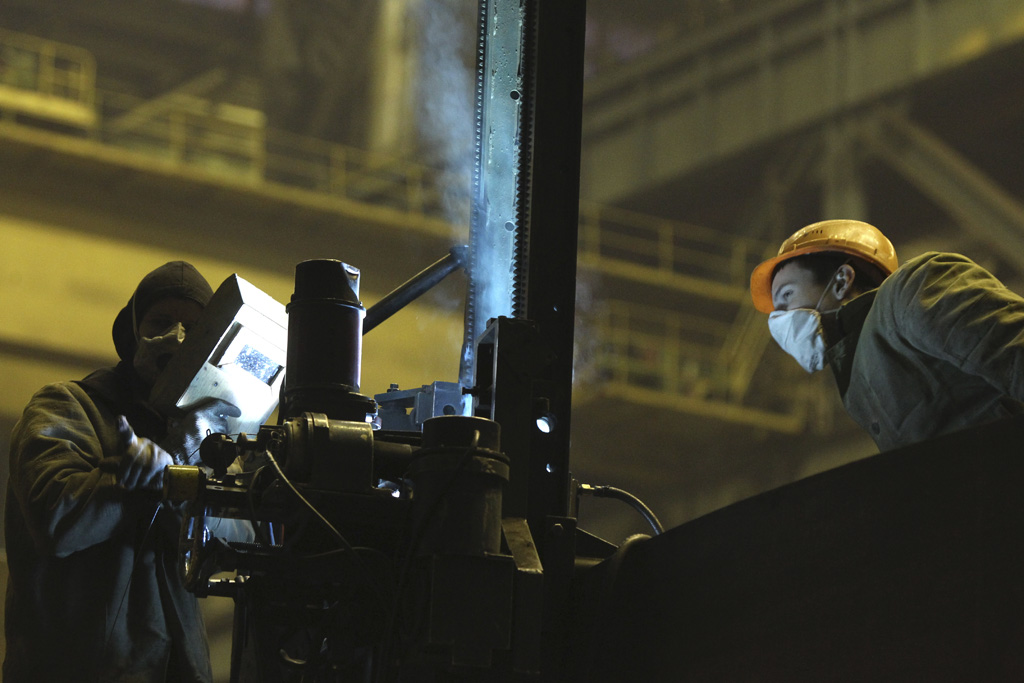
Сборка секции корпуса атомной подводной лодки
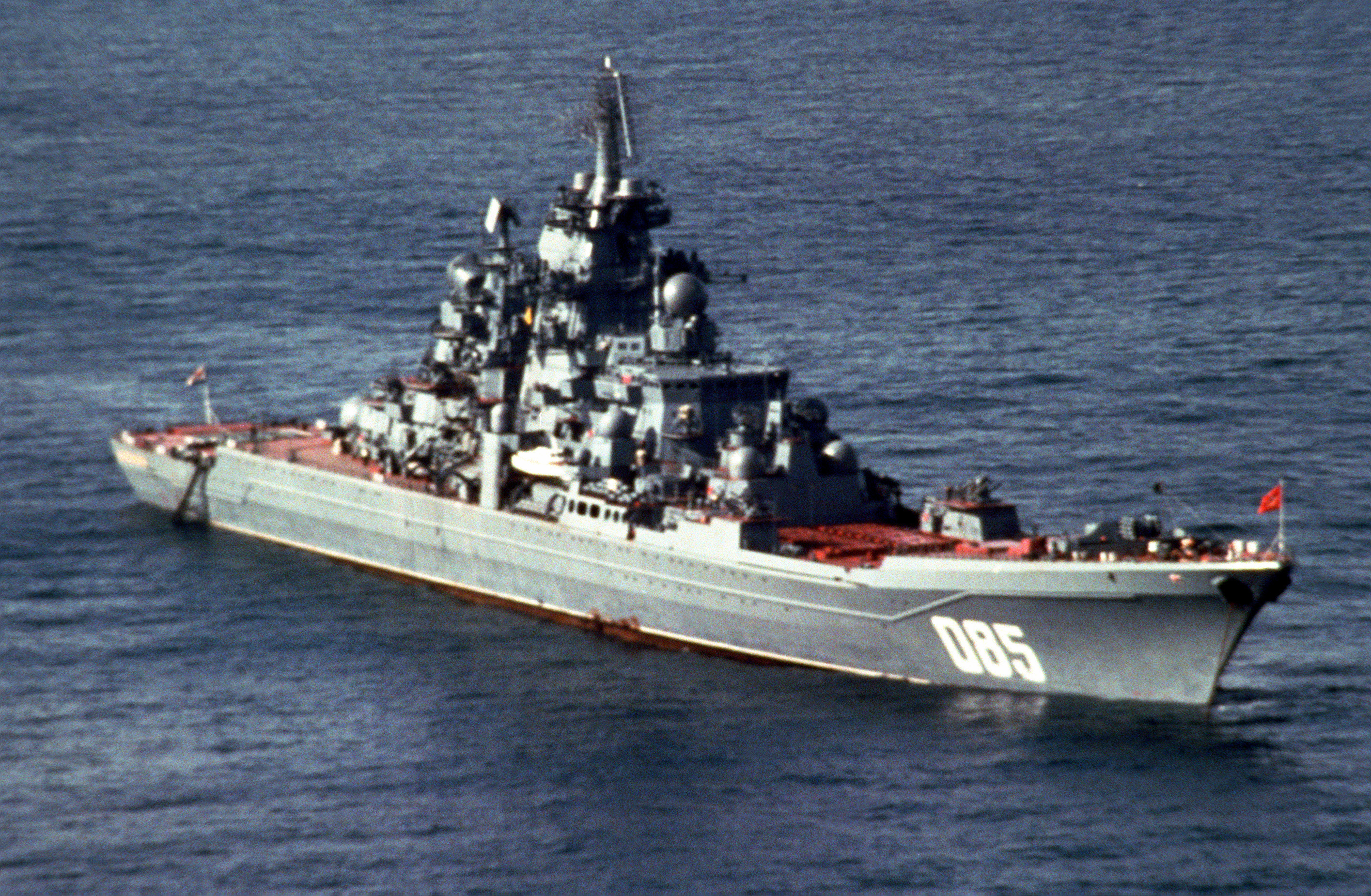
Тяжёлый атомный ракетный крейсер «Адмирал Нахимов»
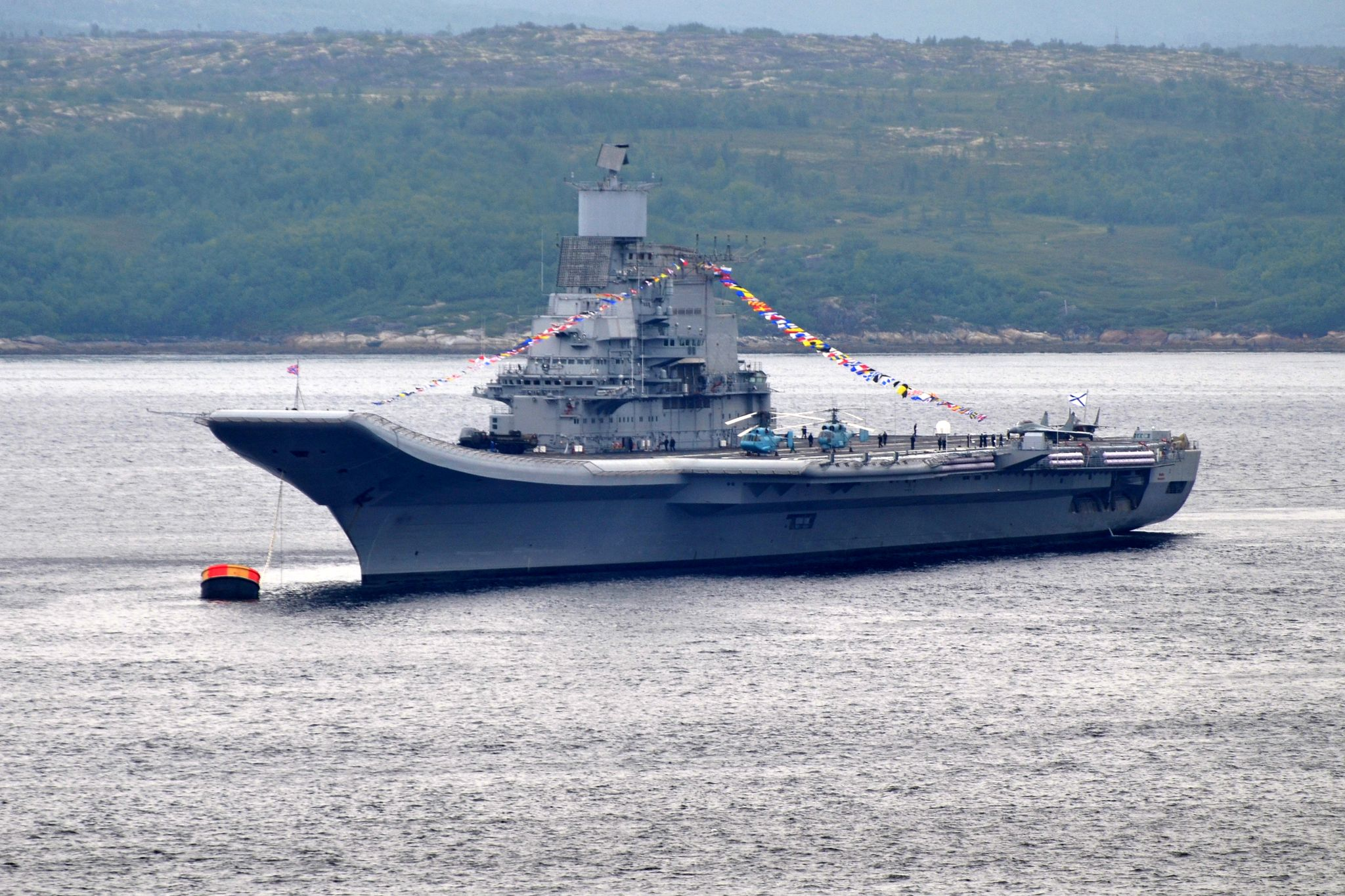
Авианосец Викрамадитья (заказчик ВМФ Индии) в Североморске на день ВМФ России 2012